# Club Argentino de Banfield
El Club Argentino de Banfield fue un club de fútbol argentino. Fundado en 1915 en Banfield, Lomas de Zamora, fue reconocido por haber participado en la 
Primera División de la Asociación Argentina de Football.

## Historia

### Orígenes
Los orígenes del club se remontan a 1902, con la afiliación de Argentino de Lomas a la Argentine Association Football League, compitiendo en la Segunda División por única vez. También incorporó un equipo juvenil en la Tercera División, del que se tiene registrado un triunfo por 4 a 0 de visitante y un 0 a 0 de local. Instaló su estadio entre las calles Saavedra, Andes, Bolívar y Bustamante, en el partido bonaerense de Lomas de Zamora.
En 1913, la institución vuelve a afiliarse a la Asociación Argentina de Football, compitiendo en la División Intermedia. En 1914 se desafilia y se afilia a la Federación Argentina de Football, compitiendo en la Segunda División.

### Fundación
El 1 de noviembre de 1915, luego de mudar su sede social a la ciudad de Banfield, en French al 460, se firma su fundación bajo el nombre de Argentino de Banfield.
En 1917, vuelve a afiliarse a la Asociación Argentina, y se incorpora a la Segunda División. Allí compitió en la sección 1 de la Zona Sur y, quedando a un punto de Everton, no pudo acceder a la fase final por el ascenso.

### Primer título
En 1919 el fútbol sufre una nueva escisión, por lo que el club decide quedarse en la AAF. Compitiendo en la Sección 2 de la Zona Sur, igualó en el segundo lugar con Adrogué y quedó a 6 puntos de El Porvenir. También compitió en la Copa de Competencia, alcanzando la final, la cual debió disputarse el 4 de enero de 1920, y donde venció a Centenario por 4 a 1 y se consagró campeón por primera vez.

### Los ascensos
La escisión continúa haciendo efecto y reduce a la mitad la cantidad de equipos en Segunda División, dándole más posibilidades al equipo de pelear por los ascensos, realizando una moderada campaña en la Zona Sur en 1920 y, en 1921, consigue el ascenso a División Intermedia.

#### Ascenso a Primera División
En la División Intermedia, compitió en la Zona Sur, donde quedó por debajo de Nacional y a 9 puntos de su antiguo rival de la final de la Copa de Competencia, ya renombrado como Temperley, que obtuvo el ascenso. Sin embargo, el equipo accedió a un torneo reducido por la disputa de un cuarto ascenso, donde salió victorioso y ascendió por primera vez a la máxima categoría.
Por su parte, el equipo de reserva se consagró campeón de la Copa de Competencia, disputada en conjunto con los de Segunda División.

### Debut en Primera División
El 11 de marzo de 1923, inició la Copa Campeonato y el club hizo su debut recibiendo a Barracas, cayendo por 3 a 2. Luego de 5 derrotas seguidas, el 8 de abril llegaron los primeros puntos para el club, al triunfar por 3 a 2 ante Del Norte. Sin embargo, el flojo desempeño no cambió.
El 13 de mayo se enfrentó por primera vez a uno de los cinco grandes, en su visita al Estadio de Brandsen y Del Crucero en La Boca, cayó por 3 a 0 ante Boca Juniors. La revancha se jugó el 11 de noviembre, volviendo a caer por 5 a 2; los goles fueron de Ungaretti, de penal para el empate parcial, y de Betossini en el final del partido.
El torneo tuvo una irregular organización, ya que había iniciado con 22 participantes e iba a tener 42 fechas. Sin embargo, a finales de mayo tuvo una nueva incorporación, mientras que en septiembre se desafiliaron 2 equipos. Esto llevó a una desorganización irreparable, que acabó con la finalización del campeonato en vísperas de año nuevo faltando muchos partidos por disputarse, cuando el equipo había conseguido 2 triunfos seguidos de los 6 que obtuvo en total.
En el Campeonato de 1924, mejoró su desempeño al terminar en mitad de tabla, destacándose el triunfo por 5 a 2 sobre Argentinos Juniors.
Para el Campeonato de 1925 mejoró notablemente, alcanzando el sexto lugar. Se destacaron los triunfos por goleada sobre Boca Alumni y Alvear.

#### Debut en las copas de Primera División

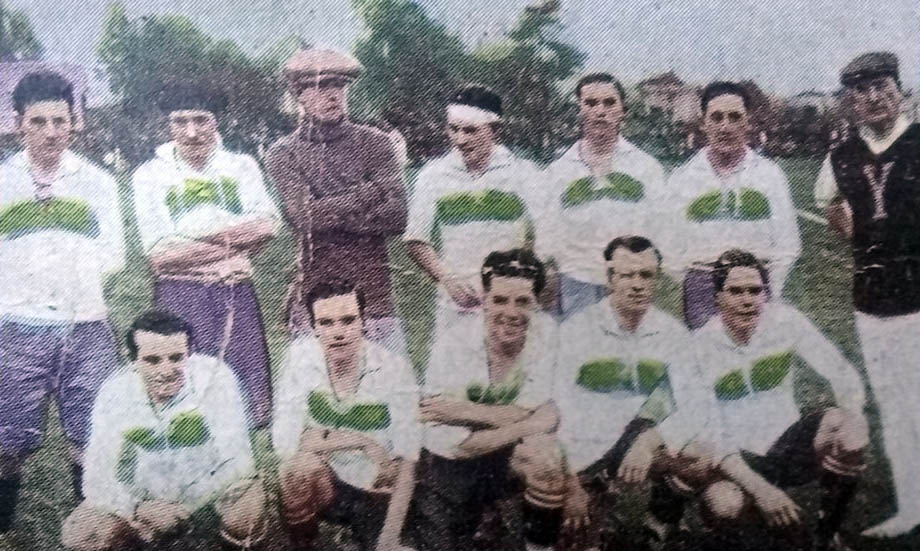
Formación del club en 1926, con la que consiguió el sexto lugar en la Copa Campeonato.

El 18 de octubre de 1925 hizo su debut en la Copa de Competencia Jockey Club, cayendo eliminado por 2 a 0 ante Argentinos Juniors.
Inició el campeonato de 1926 venciendo por 1 a 0 a General San Martín y repitió una buena campaña, alcanzando el sexto lugar, destacándose las goleadas sobre el final del certamen ante Porteño por 7 a 2 y Progresista por 4 a 0, ambas de visitante.
El 3 y 10 de octubre compitió por la Copa Estímulo por el grupo C, venciendo a Boca Alumni por 2 a 0 y a Dock Sud por 3 a 1. Sin embargo, el 24 del mismo mes cayó por 2 a 1 ante Huracán, que ganaría todos los encuentros del grupo, quedando afuera de la competencia.

### El retorno a Primera División
El 15 de diciembre el club se afilia a la Asociación Amateur Argentina de Football, nuevo rector resultante de la reunificación del fútbol argentino. Con la fusión de la Primera División, la nueva Asociación debió volver a dividir a los equipos, dando origen a la Primera División B, a donde fueron relegados la mayoría de los equipos de la Primera División de la ex Asociación Argentina por méritos extradeportivos. Debido a esto, el club retornó a la segunda categoría para la próxima temporada.
El 20 de marzo inició el campeonato de 1927 de la Primera División B, con un triunfo por 2 a 1 ante Boca Alumni. El equipo realizó uña excelente primera rueda, cayendo sólo ante Progresista por 3 a 1, aunque también acumuló una buena cantidad de empates. Inició la segunda rueda con goleadas ante Boca Alumni, Colegiales y Progresista. Su segunda derrota termina llegando ante Dock Sud, pero el equipo ya se encontraba peleando el campeonato con El Porvenir, seguido de Temperley. El 27 de noviembre, faltando 4 fechas, perdió los puntos ante Alvear y comenzó a condicionar el primer lugar que ocupaba; pero se recuperó al vencer a Nueva Chicago por 4 a 1 el 4 de diciembre.
El 8 de diciembre visitó a El Porvenir, a quien habia vencido por 4 a 1 en la primera rueda. Sin embargo, terminó perdiendo los puntos y fue alcanzado en el primer puesto, complicando su posibilidad de ascender.
El 11 de diciembre disputó la última fecha, recibiendo en un enfrentamiento directo a Temperley que, aunque se encontraba a 6 puntos de los punteros, tenía 3 partidos pendientes, por lo que Argentino necesitaba ganar para no depender de sus rivales. Finalmente, venció por 1 a 0 y aseguró el ascenso a Primera División. Sin embargo, a pesar de finalizar el torneo con igual puntos con El Porvenir, terminó quedándose con el segundo ascenso, ya que tenía pendiente 4 partidos donde triunfó en todos.

### Triunfo histórico
En su regreso a la máxima categoría, inició el campeonato empatando por 2 a 2 con Lanús.
El 29 de julio, por la décima fecha, recibió a Boca Juniors. El gol de cabeza de Oscar Galán abrió el marcador para el local, pero en el inicio del segundo tiempo llegó el empate. Sin embargo, Armando Zoroza anotó a los 23 minutos el 2 a 1 definitivo, en lo que fue su primer triunfo ante uno de los cinco grandes. También enfrentó por primera vez a los demás grandes, cayendo ante los cuatro, y tuvo su primer encuentro con Banfield, igualando sin goles.
Sin embargo, terminó realizando un flojo torneo, donde sólo se destacó su triunfo por 3 a 0 ante Vélez Sarsfield y el triunfo ya mencionado ante el reciente subcampeon.

### Últimos años

#### La fusión
El 18 de noviembre de 1931, los equipos de Argentino de Banfield y Temperley se fusionaron, dando origen a Argentino de Temperley. La unión no fue a nivel institucional, sino que solamente se unieron los planteles de los conjuntos de fútbol. En 1932, los jugadores de Argentino de Banfield se separaron del elenco. Es muy probable que esto haya ocurrido porque su club dejó de existir. A pesar de este hecho, Argentino de Temperley volvió a su primitivo nombre recién en 1935 cuando se realizó una asamblea para aprobar la fusión, que ha quedado sin efecto.

## Cancha
En el momento de su afiliación a la Asociación Amateurs Argentina de Football, tenía su campo de juego ubicado entre las calles Saavedra, Bustamante, Andes y Bolívar, en Lomas de Zamora.
El terreno arrendado, contaba con una cancha de 95 metros de largo y 60 metros de ancho. Ademas estaba cercado por alambrados de tejido y con una baranda de hierro interna. Aunque no contaba con tribunas, tenía pasillo y casilla para los jugadores, baños y cuartos de vestir.

## Palmarés
| Organizados por AAF                           | Organizados por AAF | Organizados por AAF |
| Competición nacional                          | Títulos             | Subcampeonatos      |
| --------------------------------------------- | ------------------- | ------------------- |
| Copa de Competencia de Segunda División (2/0) | 1919 y 1922         |                     |

## Datos del club

### Temporadas
- Temporadas en Primera División: 9 (1923—1926; 1928—1932)
- Temporadas en segunda categoría: 4
  - Temporadas en Segunda División: 1 (1902)
  - Temporadas en División Intermedia: 2 (1913 y 1922)
  - Temporadas en Primera División B: 1 (1927)
- Temporadas en tercera categoría: 7
  - Temporadas en Segunda División: 7 (1914; 1917-1922)

- Participaciones en Copa de Competencia Jockey Club: 2 (1925, 1931)
- Participaciones en Copa Estímulo: 1 (1926)

### Cronología por año
Cronología del club en categorías de la Asociación Argentina de Football y asociaciones disidentes:
| Temp. | Div. | Clubes | Pos. | Pts | PJ | PG | PE | PP | GF | GC | DG  | Copa                    | Otras copas |
| ----- | ---- | ------ | ---- | --- | -- | -- | -- | -- | -- | -- | --- | ----------------------- | ----------- |
| 1902  | 2D   | 15     |      |     |    |    |    |    |    |    |     | —                       | —           |
| 1913  | DI   | 26     |      |     |    |    |    |    |    |    |     |                         | —           |
| 1914  | 2D   | 5      |      |     |    |    |    |    |    |    |     |                         | —           |
| 1917  | 2D   | 72     | 2°   | 22  | 14 | 10 | 2  | 2  | 13 | 4  | 9   | Octavos de final (CC2D) | —           |
| 1918  | 2D   | 71     | 3°   | 11  | 10 | 4  | 3  | 3  | 11 | 13 | -2  |                         | —           |
| 1919  | 2D   | 49     | 3°   | 26  | 18 | 11 | 2  | 3  |    |    |     | Campeón (CC2D)          | —           |
| 1920  | 2D   | 24     | 4°   | 16  | 14 | 8  | 0  | 6  |    |    |     |                         | —           |
| 1921  | 2D   |        |      |     |    |    |    |    |    |    |     |                         | —           |
| 1922  | DI   | 23     | Red. | 19  | 14 | 8  | 3  | 3  |    |    |     |                         | —           |
| 1923  | A    | 23     | 20°  | 18  | 28 | 6  | 6  | 16 | 37 | 61 | -24 | —                       | —           |
| 1924  | A    | 22     | 11°  | 19  | 21 | 8  | 3  | 10 | 33 | 34 | -1  | —                       | —           |
| 1925  | A    | 23     | 6°   | 23  | 21 | 9  | 5  | 7  | 31 | 23 | 8   | Octavos de final (CCJC) | —           |
| 1926  | A    | 18     | 6°   | 20  | 17 | 9  | 2  | 6  | 31 | 26 | 5   | Fase de grupos (CE)     | —           |
| 1927  | B    | 18     | 2°   | 50  | 34 | 20 | 10 | 4  | 58 | 25 | 33  | —                       | —           |
| 1928  | A    | 36     | 26°  | 28  | 35 | 9  | 10 | 16 | 46 | 59 | -13 | —                       | —           |
| 1929  | A    | 35     | 15°  | 11  | 16 | 3  | 5  | 8  | 21 | 28 | -7  | —                       | —           |
| 1930  | A    | 36     | 30°  | 26  | 35 | 9  | 8  | 18 | 33 | 69 | -36 | —                       | —           |
| 1931  | A    | 16     | 15°  | 6   | 15 | 2  | 2  | 11 | 12 | 25 | -13 | Fase de grupos (CCJC)   | —           |

|  | Ascendido. |
|  | Relegado.  |

### Cronología de equipos alternativos

#### Reservas
Cronología de los equipos de reserva y alternativos en categorías de la Asociación Argentina de Football:
| Temp. | Div. | Clubes | Pos. | Pts | PJ | PG | PE | PP | GF | GC | DG | Copa | Otras copas |
| ----- | ---- | ------ | ---- | --- | -- | -- | -- | -- | -- | -- | -- | ---- | ----------- |
| 1902  | 3D   | 7      | 4°   | 10  | 12 | 3  | 4  | 5  | 20 | 17 | 3  | —    | —           |
| 1913  | DI   |        |      |     |    |    |    |    |    |    |    |      | —           |
| 1917  | 3D   | 7      | 4°   | 21  | 16 | 9  | 4  | 3  | 28 | 17 | 11 | —    | —           |
| 1918  | 2D   | 72     | —    | —   | —  | —  | —  | —  | —  | —  | —  | —    | —           |